# Baïla Diallo
Baïla Diallo (Tolosa, 24 giugno 2001) è un calciatore senegalese con cittadinanza francese, difensore del Granada.

## Carriera

### Club
Cresciuto nel settore giovanile del Clermont Foot, debutta in prima squadra il 20 gennaio 2021, in occasione l'incontro di Coppa di Francia vinto ai rigori contro il Grenoble. Due giorni dopo firma il suo primo contratto professionistico con i Lancieri, di durata triennale. Dopo una stagione trascorsa in prestito all'Orléans, in terza divisione, il 6 novembre 2022 ha esordito in Ligue 1, disputando l'incontro pareggiato per 1-1 contro il Montpellier. 

### Nazionale
Nel 2022 ha esordito con la nazionale senegalese Under-23.

## Statistiche

### Presenze e reti nei club
Statistiche aggiornate al 12 marzo 2023.
| Stagione               | Squadra                | Campionato             | Campionato | Campionato | Coppe nazionali | Coppe nazionali | Coppe nazionali | Coppe continentali | Coppe continentali | Coppe continentali | Altre coppe | Altre coppe | Altre coppe | Totale | Totale |
| Stagione               | Squadra                | Comp                   | Pres       | Reti       | Comp            | Pres            | Reti            | Comp               | Pres               | Reti               | Comp        | Pres        | Reti        | Pres   | Reti   |
| ---------------------- | ---------------------- | ---------------------- | ---------- | ---------- | --------------- | --------------- | --------------- | ------------------ | ------------------ | ------------------ | ----------- | ----------- | ----------- | ------ | ------ |
| 2019-2020              | Clermont Foot 2        | N3                     | 10         | 0          |                 | -               | -               |                    | -                  | -                  |             | -           | -           | 10     | 0      |
| 2020-2021              | Clermont Foot 2        | N3                     | 4          | 1          |                 | -               | -               |                    | -                  | -                  |             | -           | -           | 4      | 1      |
| 2020-2021              | Clermont Foot          | L2                     | -          | -          | CF              | 1               | 0               |                    | -                  | -                  |             | -           | -           | 1      | 0      |
| 2021-2022              | Orléans                | N                      | 28         | 1          | CF              | 2               | 1               |                    | -                  | -                  |             | -           | -           | 30     | 2      |
| 2022-2023              | Clermont Foot 2        | N3                     | 7          | 2          |                 | -               | -               |                    | -                  | -                  |             | -           | -           | 7      | 2      |
| Totale Clermont Foot 2 | Totale Clermont Foot 2 | Totale Clermont Foot 2 | 21         | 3          |                 | -               | -               |                    | -                  | -                  |             | -           | -           | 21     | 3      |
| 2022-2023              | Clermont Foot          | L1                     | 5          | 0          | CF              | 1               | 0               |                    | -                  | -                  |             | -           | -           | 6      | 0      |
| Totale Clermont Foot   | Totale Clermont Foot   | Totale Clermont Foot   | 5          | 0          |                 | 2               | 0               |                    | -                  | -                  |             | -           | -           | 7      | 0      |
| Totale carriera        | Totale carriera        | Totale carriera        | 54         | 4          |                 | 4               | 1               |                    | -                  | -                  |             | -           | -           | 58     | 5      |